# Isole Tülen
Le isole Tülen (in kazako: Түлен аралдары Tülen araldary; in lingua russa: Тюленьи острова Tjulen'i ostrova; in italiano isole delle foche) sono un gruppo di isole situate nella porzione nord-orientale del mar Caspio, circa 25 km a nord della penisola di Mangyshlak (Маңғыстау). Amministrativamente, l'arcipelago appartiene alla regione di Mangghystau, situata nel Kazakistan occidentale.

## Geografia
L'arcipelago è formato da cinque isole, per un'area di totale di 130 km²:
- Qulalı (Құлалы, in russo Кулалы Kulaly) è la più occidentale, e anche la più estesa (68 km²); di forma stretta e ricurva, l'isola semidertica è formata da depositi di sabbia e argilla con un'altezza di 6–8 m[2].
- Teñizdik (Теңіздік, in russo Морской Morskoj) è situata centralmente; è la seconda isola la più vasta, con circa 19 km di lunghezza e 7 km di larghezza
- Balıqtı (Балықты, in russo Рыбачий Rybačij) è la più meridionale; di forma allungata, è posta a sud di Teñizdik.
- Podgornyj (nome russo) è lunga e stretta, è situata a NE di Balıqtı.
- Novyj (nome russo) ha forma irregolare, è la più orientale e la più vicina alla terraferma.

## Fauna
Sono presenti sulle isole colonie di foche del Caspio (Pusa caspica) che popolano le coste di questo mare.

## Storia
Nell'estate del 1667 i sostenitori di Sten'ka Razin (circa 200 persone) erano fuggite da Gur'ev (la moderna Atyrau) all'isola Kulali. Da Astrachan' erano stati inviati 2690 fucilieri armati di artiglieria su 40 imbarcazioni. Il 15 settembre 1667 avevano preso d'assalto i ribelli sull'isola.
Agli inizi del XX secolo, con la caccia alle foche, erano stati costruiti degli edifici per immagazzinare il grasso degli animali.